# Alain Degenne
Pour les articles homonymes, voir Degenne.
Alain Degenne est un sociologue français né en 1939.  Sa recherche porte principalement sur l'analyse des réseaux sociaux, la sociologie des dynamiques relationnelles et sur l'interactionnisme structural.
Il fut directeur de recherche au CNRS au sein du Centre Maurice-Halbwachs, et à l'origine du Laboratoire d'analyse secondaire et de méthodes appliquées à la sociologie - Institut du longitudinal (LASMAS-IdL) de l'École des hautes études en sciences sociales.

## Sélection des publications
Ouvrages
- Alain Degenne, Marc Barbut et Louis Frey, Techniques ordinales en analyse des données, Hachette, 1972
- Alain Degenne et Michel Forsé, Les réseaux sociaux. Une approche structurale en sociologie, Paris, Armand Colin, coll. « U », 1994, 263 p.
- Alain Degenne et Michel Forsé, Introducing social networks, Sage, 1999
- Alain Degenne et Michel Forsé, Les réseaux sociaux : 2e édition, Paris, Armand Colin, coll. « U », 2004, 96 p.
- Alain Degenne et Yannick Lemel, Sociologie des comportements intentionnels, Economica, 2006
- Alain Degenne, Marie-Odile Lebeaux, Yannick Lemel et al., Le capital social dans la vie de tous les jours. In : Le capital social, La Découverte, 2006, 107-131 p.
- Alain Degenne, Catherine Marry et Stéphane Moulin, Les catégories sociales et leurs frontières, Les presses de l'université Laval, 2011
- Alain Degenne, Claire Bidart et Michel Grossetti, La vie en réseau: dynamique des relations sociales, Presses universitaires de France, 2015
- Alain Degenne, Dynamiques des structures sociales, L'Harmattan, coll. « Logiques sociales », 2020, 202 p.

Articles
- Alain Degenne. Flament C., Réseaux de communication et structures de groupe. Revue française de sociologie, 1966, vol. 7, no 2, p. 255-255.
- Alain Degenne. Picard C., Théorie des questionnaires. Revue française de sociologie, 1966, vol. 7, no 4, p. 555-555.
- Alain Degenne et P. Vergès (1973), Introduction à l'analyse de similitude, Revue française de sociologie, 14(4): 471-512.
- Alain Degenne. Sur les réseaux de sociabilité. Revue française de sociologie, 1983, vol. 24, no 1, p. 109-118.
- Alain Degenne. Les réseaux de coopération et d'échange. Cahiers de l'OCS, 1982, vol. 9.
- Alain Degenne et C. Flament (1984), La notion de" régularité" dans l'analyse des réseaux sociaux, Bulletin de méthodologie sociologique, 2(1), 3-16.
- Alain Degenne. Présentation de l’analyse de similitude. Information et Science Humaine, 1985, vol. 15, no 67, p. 7-26.
- Alain Degenne, I. Fournier, C. Marry et L. Mounier (1991), Les relations au cœur du marché du travail, Sociétés contemporaines, 5(1): 75-97.
- Ghislaine Chartron, Alain Degenne, Marie-Odile Lebeaux, et al. Images de la recherche sociologique actuelle. Bulletin de méthodologie sociologique, 1990, vol. 28, no 1, p. 19-39.
- Alain Degenne et Marie-Odile Lebeaux (1991), L'entraide entre les ménages: un facteur d'inégalité sociale?, Sociétés contemporaines, 8(1), 21-42.
- Alain Degenne et Marie-Odile Lebeaux. Les rôles conjugaux dans leur environnement social. L'Année sociologique (1940/1948-), 1993, p. 253-268.
- Alain Degenne, Marie-Odile Lebeaux, Lise Mounier, et al. Typologies d’itinéraires comme instrument d’analyse du marché du travail. Troisiemes journées d’études Céreq-Cérétim-Lasmas IdL, Rennes, 1996, p. 23-24.
- Alain Degenne et Marie-Odile Lebeaux. Qui aide qui, pour quoi?. L'Année sociologique (1940/1948-), 1997, p. 117-142.
- Alain Degenne et Michel Forsé. Vers une sociabilité négociée. La Nouvelle Société Française. Trente Années de Mutations. Paris: Armand Colin, 1998, p. 90-116.
- Alain Degenne, Ghislaine Grimler, Marie-Odile Lebeaux, et al. La production domestique atténue-t-elle la pauvreté?. Economie et statistique, 1998, vol. 308, no 1, p. 159-186.
- Alain Degenne et Yannick Lemel. Les réseaux de relations de la vie quotidienne. Données sociales, 1999, vol. 1999, p. 354-358.
- Alain Degenne, Alexis Ferrand, Lise Mounier. The diversity of personal networks in France; social stratification and relational structures. Networks in the global village,, 1999, p. 185-224.
- Alain Degenne. Introduction à l’analyse des données longitudinales. Sciences Humaines. Consulté à l’adresse http://www. scienceshumaines. com/textes. do, 2001.
- Alain Degenne, M.O. Lebeaux et C. Marry (2002), Les usages du temps: cumuls d'activités et rythmes de vie, Économie et Statistique, 352(1), 81-99.
- Alain Degenne. Typologie. Dictionnaire de la pensée sociologique, Paris, PUF, 2005, p. 713-717.
- (en) Alain Degenne, « Introduction : The dynamics of personal networks », Social Networks, vol. 27, no 4,‎ octobre 2005, p. 283-287 (lire en ligne)
- Alain Degenne (2009), Types d’interactions, formes de confiance et relations. REDES- Revista hispana para elanálisis de redes sociales.16(3), 63-92
- Alain Degenne. Retour à l'analyse des réseaux sociaux. Hermès, La Revue, 2011, no 1, p. 39-42.

### Essais
- Alain Degenne, Harrison White ou un chaînon manquant de la sociologie, 1996, 10 p. (lire en ligne)
- Alain Degenne, Attracteurs, 2014, 149 p. (lire en ligne)